# Lepidobotryaceae
Classification APG III (2009)
Famille
La petite famille des Lépidobotryacées regroupe des plantes dicotylédones. Elle ne comprend que 1 à 3 espèces dont Lepidobotrys staudtii, un arbuste originaire d'Afrique tropicale, espèce anciennement située dans les Oxalidacées.

## Étymologie
Le nom vient du genre type Lepidobotrys dérivé de lepis, écaille, et botry, grappe, signifiant « grappe d'écailles », en référence à la disposition en forme de cône de ses bractées, qui s'étendent sous les fleurs.

## Liste des genres
Selon Angiosperm Phylogeny Website (4 mai 2010) et NCBI (4 mai 2010) :
- genre Lepidobotrys (en) Engl.
- genre Ruptiliocarpon

Selon DELTA Angio (4 mai 2010) :
- genre Lepidobotrys

## Liste des espèces
Selon NCBI (4 mai 2010) :
- genre Lepidobotrys
  - Lepidobotrys staudtii
- genre Ruptiliocarpon
  - Ruptiliocarpon caracolito